# Duncan Spencer
Duncan Spencer (født 5. april 1972 i Nelson, Lancashire) er en tidligere engelsk cricketspiller. I 2001 blev han udelukket i 18 måneder for brug af nandrolon